# Struthio camelus syriacus
El avestruz arábigo (Struthio camelus syriacus), llamado también avestruz sirio (sobre todo su variedad noroccidental), es una subespecie extinta de avestruz que habitaba en la península arábiga y en el resto de Oriente Próximo.

## Distribución

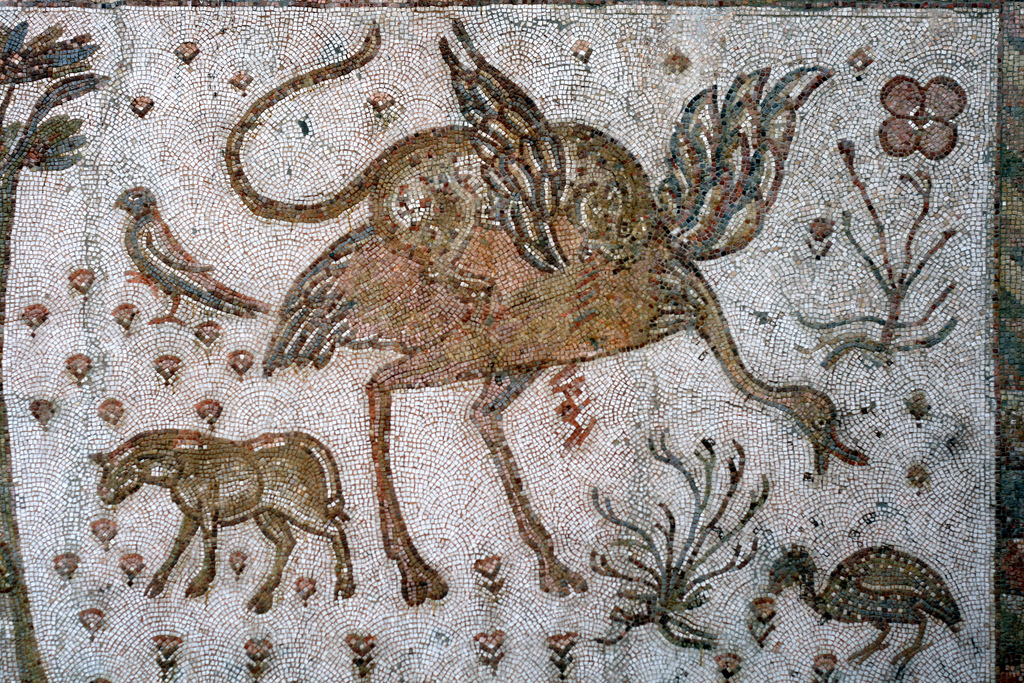
Leopardo cazando un avestruz arábigo. Detalle de mosaico de la Siria romana

Al parecer, durante la prehistoria, su área de distribución era continua, pero con la desertificación de la península arábiga desapareció en zonas inhóspitas del Desierto de Arabia. Posteriormente se distribuía en 2 poblaciones: una pequeña al suroeste de dicha península y otra mayor en las fronteras de los actuales Arabia Saudita, Jordania, Irak y Siria.
Es probable que en la península del Sinaí coexistiera con el Struthio camelus camelus, diferenciándose de este por el menor tamaño de la variedad arábiga.

## Extinción

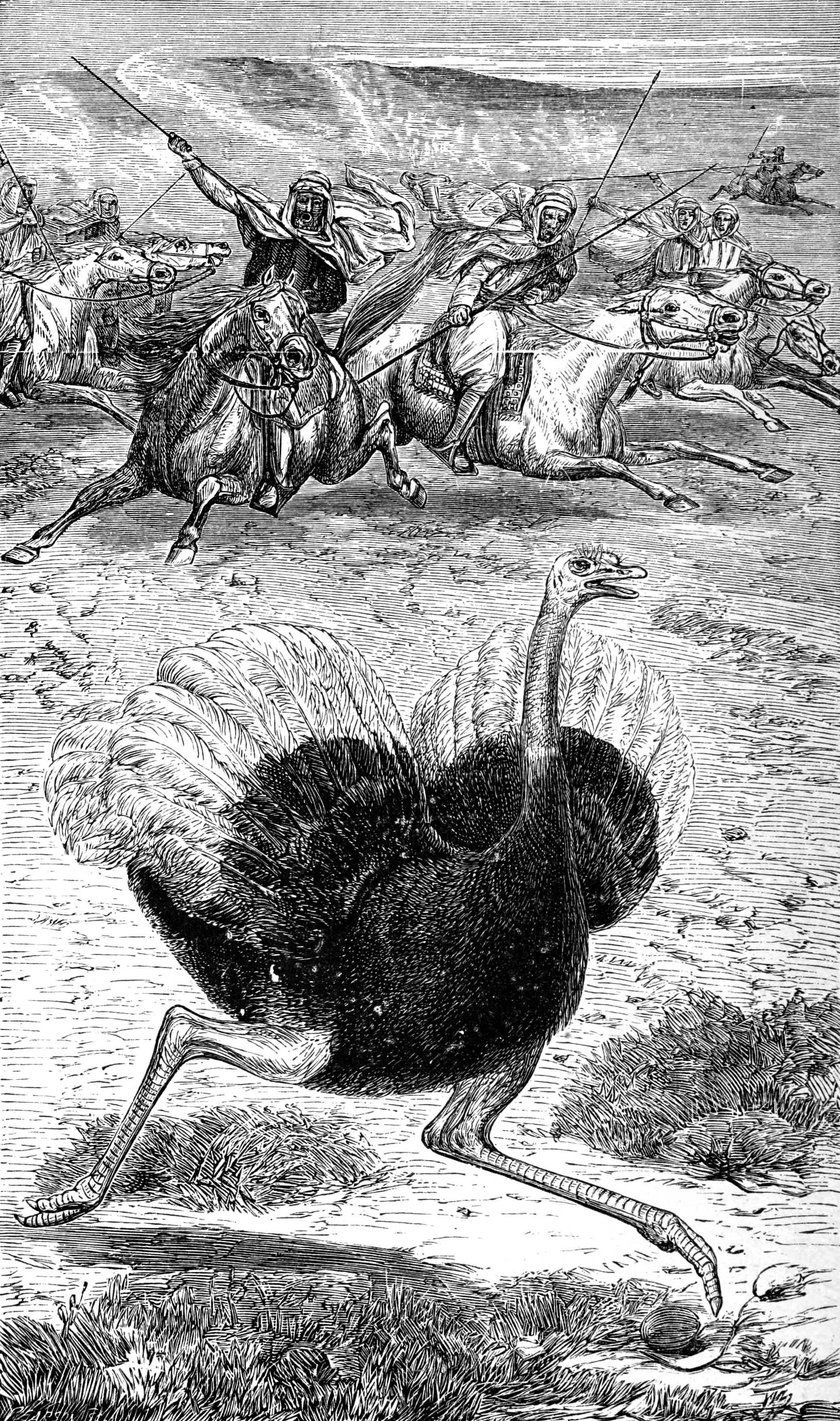
Avestruz arábigo siendo cazado

Con la introducción generalizada de armas de fuego y vehículos de motor, el avestruz arábigo fue cazado furtivamente hasta casi desaparecer. A principios del siglo XX, sus avistamientos eran muy raros. Uno de sus últimos refugios fue el desde el norte del desierto de An-Nafud hasta el de Siria y el este hasta el Éufrates.
Uno de sus últimos avistamientos fue en la actual frontera jordano-iraquí en 1928, y un espécimen cazado en 1940 por trabajadores de un oleoducto en Jubail. Posteriormente, aunque no fue confirmado, otros individuos habrían sufrido la misma suerte en 1948 y en 1966 en Petra. También algunos fragmentos de cascarones de huevos fueron recogidos por Harry St John Bridger Philby en Arabia alrededor de 1931. Actualmente se están introduciendo avestruces somalíes en donde alguna vez vivió el avestruz arábigo.

## Relación con el hombre
El avestruz arábigo ha estado relacionado con el hombre desde tiempos antiquísimos. Ya en la prehistoria aparece representada cerca de Riad. Fue usado en la antigua Mesopotamia como animal de sacrificio e incluso hicieron recipientes y otros objetos con los cascarones de sus huevos. El hecho de que el avestruz hembra puede dejar el nido desatendido es la razón por la cual el ave se pone en contraste con el instinto de los padres de la cigüeña en el libro de Job. Esta es también la razón por qué el libro de las Lamentaciones se refiere al avestruz hembra como despiadada. El avestruz arábigo es, posiblemente, una de las aves prohibidas a los judíos como impura bajo el Levítico.
En tiempos romanos, había una demanda de avestruces para utilizarlos en venatios y en la cocina, aunque estas aves podrían haber procedido de la subespecie del norte de África y no la arábiga, ya que esta solo se encontraba en las regiones fronterizas rebeldes del Imperio Romano, aunque es de señalar que mucho más tarde, las plumas del avestruz arábigo fueron consideradas material superior para sombreros en comparación con las de la subespecie del norte de África.
Después del ascenso del Islam, el avestruz arábigo llegó a representar la riqueza y la elegancia, y su caza se convirtió en un pasatiempo popular para los ricos y nobles (si se han sacrificado correctamente, la carne de avestruz es halal para los musulmanes) y los huevos, plumas y cuero fueron usados ampliamente en la artesanía. Productos árabes de avestruz, así como aves vivas se exportaron incluso hasta China, donde durante la dinastía Tang, un avestruz era un regalo exótico para un emperador; aparecen avestruces en la decoración del Mausoleo de Qianling, terminado en 706. También se afirmaba que el «pájaro camello» es:

«Cuatro chi y más de altura, sus pies se asemejan a las de un camello, su cuello es muy fuerte, y los hombres son capaces de montar en la espalda…»

El avestruz arábigo es mencionado por Thomas Edward Lawrence en su último libro, Los siete pilares de la sabiduría, cuando una tribu árabe trae los huevos de Faysal I de Irak como una ofrenda de paz. Se menciona que el avestruz es abundante en el territorio de esa tribu.